# Pawieł Tiulajew
Pawieł Fiodorowicz Tiulajew, ros. Павел Фёдорович Тюляев (ur. 1905 we wsi Pokrowka w guberni samarskiej, zm. 31 sierpnia 1946 w Moskwie) – radziecki polityk, przewodniczący Komitetu Wykonawczego Krasnodarskiej Rady Krajowej (1940–1944), I sekretarz Krymskiego Komitetu Obwodowego WKP(b) (1944–1946).
W latach 1919–1923 pomocnik sekretarza rady wiejskiej, referent komitetu wykonawczego rady gminnej, w oddziale jednostek specjalnego przeznaczenia, 1923–1924 zastępca przewodniczącego rady wiejskiej w rodzinnej wsi, 1924–1927 przewodniczący stowarzyszenia uprawy ziemi, kierownik sklepu, 1927–1928 przewodniczący kołchozu im. Stalina w Kraju Północno-Kaukaskim. Od 1928 w WKP(b), 1928–1930 w Armii Czerwonej, 1930–1933 studiował w Gorskim Instytucie Rolniczym, 1933–1934 redaktor gazety w stanicy maszynowo-traktorowej w Kraju Azowsko-Czarnomorskim, 1936–1938 II sekretarz rejonowego komitetu WKP(b) w Kraju Azowsko-Czarnomorskim, 1937 I sekretarz rejonowego komitetu RKP(b) w Kraju Krasnodarskim. Od 1937 studiował na oddziale zaocznym wydziału historycznego Leningradzkiego Uniwersytetu Państwowego, od lipca 1937 do czerwca 1939 kierownik Wydziału Rolnego Krasnodarskiego Krajowego Komitetu WKP(b), od lipca do grudnia 1939 zastępca przewodniczącego, a od grudnia 1939 do stycznia 1940 przewodniczący Komitetu Organizacyjnego Prezydium Rady Najwyższej Rosyjskiej FSRR na Kraj Krasnodarski. Od stycznia 1940 do lipca 1944 przewodniczący Komitetu Wykonawczego Krasnodarskiej Rady Krajowej, członek Krasnodarskiego Sztabu Ruchu Partyzanckiego, od 14 czerwca 1944 do 30 lipca 1946 I sekretarz Krymskiego Komitetu Obwodowego WKP(b). Odznaczony Orderem Lenina (16 marca 1940) i Orderem „Znak Honoru” (1942). Pochowany na Cmentarzu Nowodziewiczym.